# 1925년 중등학교야구리그전
1925년 중등학교야구리그전은 중등학교야구리그전의 1925년 시즌 야구 대회이다. 1925년 6월 17일부터 7월 4일까지 일제강점기 조선 경기도 경성부에 있는 배재고등보통학교 운동장과 휘문고등보통학교 운동장에서 개최되었다.

## 경기장
| 경기장                  | 도시 | 좌석 | 수용 | 비고 |
| ----------------------- | ---- | ---- | ---- | ---- |
| 배재고등보통학교 운동장 | 경성 |      |      |      |
| 휘문고등보통학교 운동장 | 경성 |      |      |      |

## 야구단
| 야구단                  | 도시 | 경기장                  | 첫 참가 | 횟수 | 비고 |
| ----------------------- | ---- | ----------------------- | ------- | ---- | ---- |
| 경신학교 야구단         | 경성 |                         | 1925    | 1    |      |
| 배재고등보통학교 야구단 | 경성 | 배재고등보통학교 운동장 | 1925    | 1    |      |
| 양정고등보통학교 야구단 | 경성 |                         | 1925    | 1    |      |
| 중앙고등보통학교 야구단 | 경성 |                         | 1925    | 1    |      |
| 휘문고등보통학교 야구단 | 경성 | 휘문고등보통학교 운동장 | 1925    | 1    |      |

## 경기 결과
1925년 중등학교야구리그전는 1925년 6월 17일부터 6월 27일까지 1라운드로빈 방식으로 진행하기로 결정하고 시작되었다. 1925년 6월 17일 16시에 배재고등보통학교 운동장에서 진행된 휘문고등보통학교 야구단과 중앙고등보통학교 야구단 간의 첫 번째 경기는 중앙고등보통학교 야구단이 1A:0으로 승리했고, 1925년 6월 18일 16시에 배재고등보통학교 운동장에서 진행된 배재고등보통학교 야구단과 양정고등보통학교 야구단 간의 두 번째 경기는 배재고등보통학교 야구단이 23A:1로 승리했다. 1925년 6월 19일 16시에 배재고등보통학교 운동장에서 진행된 휘문고등보통학교 야구단과 경신학교 야구단 간의 세 번째 경기는 휘문고등보통학교 야구단이 20A:3으로 승리했다. 1925년 6월 21일 15시에 배재고등보통학교 운동장에서 진행된 중앙고등보통학교 야구단과 배재고등보통학교 야구단 간의 네 번째 경기는 9회까지 득점 없이 0:0으로 비기자 2회 연장하여 경기가 진행되던 중 심판 판정에 관한 문제가 발생하여 양 선수단 지도자 간의 합의를 통해 기존 경기는 취소하고 6월 30일에 재경기를 하기로 결정했고, 이후 1925년 7월 4일 16시에 재경기가 진행되도록 결정되었다. 1925년 6월 22일 16시 45분에 배재고등보통학교 운동장에서 진행된 양정고등보통학교 야구단과 경신학교 야구단 간의 다섯 번째 경기는 양정고등보통학교 야구단이 14:9로 승리했고, 1925년 6월 23일 16시 50분에 휘문고등보통학교 운동장에서 진행된 배재고등보통학교 야구단과 휘문고등보통학교 야구단 간의 여섯 번째 경기는 배재고등보통학교 야구단이 10:9로 승리했다. 1925년 6월 24일 16시 40분에 휘문고등보통학교 운동장에서 진행된 중앙고등보통학교 야구단과 양정고등보통학교 야구단 간의 일곱 번째 경기는 중앙고등보통학교 야구단이 16:1로 승리했고, 1925년 6월 25일 16시 30분에 휘문고등보통학교 운동장에서 진행된 배재고등보통학교 야구단과 경신학교 야구단 간의 여덟 번째 경기는 배재고등보통학교 야구단이 15:4로 승리했고, 1925년 6월 26일 16시에 휘문고등보통학교 운동장에서 진행된 휘문고등보통학교 야구단과 양정고등보통학교 야구단 간의 아홉 번째 경기는 12회까지 진행된 연장 접전 끝에 양정고등보통학교 야구단이 6:5로 승리했다. 1925년 6월 27일 15시에 휘문고등보통학교 운동장에서 진행될 예정이었던 경신학교 야구단과 중앙고등보통학교 야구단 간의 열 번째 경기는 1925년 7월 3일 16시로 연기되었고, 7월 3일 16시 40분에 시작된 순연 경기에서 중앙고등보통학교 야구단이 8A:7로 승리했다. 1925년 7월 4일 16시 20분에 휘문고등보통학교 운동장에서 진행된 중앙고등보통학교 야구단과 배재고등보통학교 야구단 간의 재경기에서 중앙고등보통학교 야구단이 8:7로 이기며 중앙고등보통학교 야구단이 대회 우승을 차지했다.

## 최종 순위
| 순위 | 야구단                      | 경기 | 승 | 패 | 득 | 실 | 차  | 승률  | 비고 |
| ---- | --------------------------- | ---- | -- | -- | -- | -- | --- | ----- | ---- |
| 1    | 중앙고등보통학교 야구단 (C) | 4    | 4  | 0  | 33 | 15 | +18 | 1.000 |      |
| 2    | 배재고등보통학교 야구단     | 4    | 3  | 1  | 55 | 22 | +33 | 0.750 |      |
| 3    | 양정고등보통학교 야구단     | 4    | 2  | 2  | 22 | 53 | -31 | 0.500 |      |
| 4    | 휘문고등보통학교 야구단     | 4    | 1  | 3  | 34 | 20 | +14 | 0.250 |      |
| 5    | 경신학교 야구단             | 4    | 0  | 4  | 23 | 57 | -34 | 0.000 |      |

- 순위 결정 방식: 1) 승률
- 범례: (C) 우승

## 참고 문헌
- 대한체육회 100주년 기념사업부 (2020). 《대한민국 체육 100년》. 대한체육회.
- 《대한민국 체육 100년 Ⅰ 통사 (민족과 함께 한 대한민국 체육 100년)》. 대한체육회. 2020.
- 《대한민국 체육 100년 Ⅱ 민족의 구심체, 조선체육회 (1920~1945)》. 대한체육회. 2020.
- 《대한민국 체육 100년 Ⅲ 세계를 향한 도전 (1945~1980)》. 대한체육회. 2020.
- 《대한민국 체육 100년 Ⅳ 스포츠로 꽃피운 대한민국 (1981~2000)》. 대한체육회. 2020.
- 《대한민국 체육 100년 Ⅴ 스포츠강국을 넘어 선진국으로(2001~2020)》. 대한체육회. 2020.
- 《한국야구사》. 대한야구협회. 1999.
- 홍순일 (2013). 《한국 야구사 연표》 (PDF). 한국야구위원회.
- “中等學校野球(중등학교야구)리구戰(전)”. 조선일보. 1925년 6월 5일.
- “野球(야구)『팬』의期待(기대)만흔 中等學校野球(중등학교야구)리구戰(전)”. 조선일보. 1925년 6월 9일.
- “十七日(십칠일)부터十日間(십일간) 壯快(장쾌)할野球(야구)리구戰(전)”. 조선일보. 1925년 6월 10일.
- “本社主催(본사주최) 第一回(제일회) 中等學梭野球(중등학사야구)리구戰(전)”. 조선일보. 1925년 6월 10일.
- “本社主催(본사주최) 第一回(제일회) 中等學校野球(중등학교야구)리구戰(전)”. 조선일보. 1925년 6월 16일.
- “僅(근)히二日(이일)을隔(격)한 中等野球(중등야구)리구”. 조선일보. 1925년 6월 16일.
- “익여야조타!”. 조선일보. 1925년 6월 17일.
- “第一囘(제일회) 中等學校野球(중등학교야구)리구戰(전)”. 조선일보. 1925년 6월 17일.
- “朝鮮(조선)서첫競技(경기) 明日(명일)의野球(야구)리구”. 조선일보. 1925년 6월 17일.
- “祝賀飛行(축하비행)과 一般(일반)의注意(주의)”. 조선일보. 1925년 6월 17일.
- “半空(반공)에서落來(낙래)하는 飛行機(비행기)의投球(투구)로開幕(개막)”. 조선일보. 1925년 6월 18일.
- “第一囘(제일회) 中等學校野球(중등학교야구)리구戰(전)”. 조선일보. 1925년 6월 18일.
- “野球(야구)『리구』開戰(개전)”. 조선일보. 1925년 6월 18일.
- “半空(반공)에서落來(낙래)하는 飛行機(비행기)의投球(투구)로開幕(개막)”. 조선일보. 1925년 6월 18일.
- “野球(야구)리구戰入場券(전입장권)”. 조선일보. 1925년 6월 18일.
- “培材對養正(배재대양정) 雨中(우중)에奮戰(분전)!”. 조선일보. 1925년 6월 19일.
- “中央軍勝捷(중앙군승첩) -A對零徽文敗(대영휘문패) 中等野球(중등야구)리구”. 동아일보. 1925년 6월 19일.
- “本社主催中等野球(본사주최중등야구)리구戰記(전기)”. 조선일보. 1925년 6월 19일.
- “第一囘(제일회) 中等學校野球(중등학교야구)리구戰(전)”. 조선일보. 1925년 6월 19일.
- “야구전 사진”. 조선일보. 1925년 6월 20일.
- “冒雨(모우)한萬餘觀衆(만여관중) 二十(이십)A 對三(대삼)으로徽文勝戰(휘문승전)”. 조선일보. 1925년 6월 20일.
- “第一囘中等學校野球(제일회중등학교야구)리구戰(전)”. 조선일보. 1925년 6월 20일.
- “培材軍大勝(배재군대승) 23A對(대)1養正敗(양정패) 中等野球(중등야구)리꾸”. 조선일보. 1925년 6월 20일.
- “壯觀(장관)일今日競技(금일경기) 飛行機(비행기)로또投球(투구)”. 조선일보. 1925년 6월 20일.
- “本社主催中等野球(본사주최중등야구)리구戰記(전기)”. 조선일보. 1925년 6월 20일.
- “熱狂的(열광적)인數萬(수만)의愛球家(애구가) 白熱化(백열화)한好競技(호경기)!”. 조선일보. 1925년 6월 20일.
- “熱狂的(열광적)인數萬(수만)의愛球家(애구가) 白熱化(백열화)한好競技(호경기)!”. 조선일보. 1925년 6월 21일.
- “本社主催中等野球(본사주최중등야구)리구戰記(전기)”. 조선일보. 1925년 6월 22일.
- “인산인해”. 조선일보. 1925년 6월 22일.
- “培(배),中(중)리꾸戰(전) 勝負無効(승부무효)로中止(중지)”. 동아일보. 1925년 6월 22일.
- “第一囘中等學校野球(제일회중등학교야구)리구戰(전)”. 조선일보. 1925년 6월 22일.
- “第一囘(제일회) 中等學校野球(중등학교야구)리구戰(전)”. 조선일보. 1925년 6월 23일.
- “本社主催中等野球(본사주최중등야구)리구戰記(전기)”. 조선일보. 1925년 6월 24일.
- “斜風細雨中(사풍세우중)에 壯快(장쾌)한競技(경기)!”. 조선일보. 1925년 6월 24일.
- “第一囘(제일회) 中等學校野球(중등학교야구)리구戰(전)”. 조선일보. 1925년 6월 24일.
- “本社主催中等野球(본사주최중등야구)리구戰記(전기) 危機一髮(위기일발)의打擊戰(타격전)”. 조선일보. 1925년 6월 25일.
- “人海漲溢中(인해창일중)에 自熱(자열)한競技(경기)!”. 조선일보. 1925년 6월 25일.
- “第囘一中等學校野球(제회일중등학교야구)리구戰(전)”. 조선일보. 1925년 6월 25일.
- “第囘一中等學校野球(제회일중등학교야구)리구戰(전)”. 조선일보. 1925년 6월 25일.
- “養正對儆新(양정대경신) 一四對九養正勝(일사대구양정승) 中等野球(중등야구)리구”. 동아일보. 1925년 6월 25일.
- “第一囘(제일회) 中等學校野球(중등학교야구)리구戰(전)”. 조선일보. 1925년 6월 26일.
- “培材對儆新戰(배재대경신전) 開戰初(개전초) 부터 緊張(긴장)”. 조선일보. 1925년 6월 25일.
- “本社主催中等野球(본사주최중등야구)리구戰記(전기) 始終善戰(시종선전)하야”. 조선일보. 1925년 6월 26일.
- “莫上莫下(막상막하)인 兩軍(양군)의勇戰猛鬪(용전맹투)”. 조선일보. 1925년 6월 27일.
- “中等野球(중등야구)리구戰績(전적)”. 조선일보. 1925년 6월 27일.
- “中央軍大勝(중앙군대승) 十六對一養正敗(십륙대일양정패) 中等野球(중등야구)리구”. 동아일보. 1925년 6월 27일.
- “儆新軍慘敗(경신군참패) 十五對四培材勝(십오대사배재승)”. 동아일보. 1925년 6월 27일.
- “中等野球(중등야구)리구戰績(전적)”. 조선일보. 1925년 6월 27일.
- “中央軍大勝(중앙군대승) 十六對一養正敗(십륙대일양정패) 中等野球(중등야구)리구”. 동아일보. 1925년 6월 27일.
- “本社主催中等野球(본사주최중등야구)리구戰記(전기) 接戰十一回(접전십일회)에勝捷(승첩)한”. 조선일보. 1925년 6월 28일.
- “中等野球(중등야구)리구戰績(전적)”. 조선일보. 1925년 6월 28일.
- “養正軍勝利(양정군승리) 六對五徽文敗(육대오휘문패) 中等野球(중등야구)리꾸”. 동아일보. 1925년 6월 29일.
- “廿九日中等校野球(입구일중등교야구)리구戰延期(전연기)”. 조선일보. 1925년 6월 29일.
- “中等野球(중등야구)리구戰勝率(전승률)”. 조선일보. 1925년 7월 1일.
- “中等學校野球(중등학교야구)리구戰(전)”. 조선일보. 1925년 7월 3일.
- “中央對培材(중앙대배재)는今日(금일) 만도애구가의인긔의초점”. 조선일보. 1925년 7월 4일.
- “中央(중앙)과儆新(경신) 兩軍(양군)의奮戰(분전)”. 조선일보. 1925년 7월 4일.
- “第一回(제일회) 中等學校野球(중등학교야구)리구戰(전)”. 조선일보. 1925년 7월 4일.
- “决勝(결승)의野球(야구)구리戰(전)은 八對七(팔대칠)로培材軍(배재군)의惜敗(석패)”. 조선일보. 1925년 7월 5일.
- “力戰猛鬪(역전맹투)한儆新軍(경신군) 初陣(초진)을가다드머三點(삼점)을先取(선취)”. 조선일보. 1925년 7월 5일.
- “中央軍又勝(중앙군우승) 八(팔)A對七儆新敗(대칠경신패) 中等野球(중등야구)리구”. 동아일보. 1925년 7월 5일.
- “競技(경기)끗톄殺風景(살풍경)”. 동아일보. 1925년 7월 6일.
- “中央優勝(중앙우승) 培材善戰無効(배재선전무효) 八對七(팔대칠)의스코아로 中等野球(중등야구)리구”. 동아일보. 1925년 7월 6일.
- “悲壯(비장)히飜覆(번복)되는 最後決勝戰(최후결승전)에一點差(일점차)로培材惜敗(배재석패)”. 조선일보. 1925년 7월 6일.
- “個人打擊最高率(개인타격최고율)은 培材軍(배재군)의張炳善君(장병선군)이獲得(획득)”. 조선일보. 1925년 7월 8일.